# 約翰一世 (拿騷-拜爾施泰因)
約翰一世（德語：Johann I. von Nassau-Beilstein），拿騷-拜爾施泰因伯爵，海因里希二世的長子，1412年至1473年在位。

## 家庭
約翰一世的第一任妻子是伊森堡的梅茲（Metze von Isenburg），兩人共有1子1女：
1. 腓力（—1446年），早逝
2. 瑪格麗特（—1498年）

約翰二世的第二任妻子是格曼的約翰娜（Johanna von Gemen），兩人有一個兒子：海因里希四世。